# 274264 Piccolomini
274264 Piccolomini este o planetă minoră (asteroid) din centura de asteroizi. A fost descoperită pe 5 august 2008 la  de Vincenzo Silvano Casulli⁠(d) și a fost numită după Alessandro Piccolomini⁠(d). 
Obiectul prezintă o orbită caracterizată de o semiaxă mare de 2,6524832845467 UAi, o excentricitate de 0,10386590246724, o înclinație de 7,8680279594246 ° în raport cu ecliptica.